# Residència dels Germans Maristes (Queralbs)
La Residència dels Germans Maristes és un edifici del municipi de Queralbs (Ripollès) que forma part de l'Inventari del Patrimoni Arquitectònic de Catalunya.

## Descripció
Situades al marge dret del riu Freser, l'antiga farga es compon de diverses naus de tipus industrial, avui en dia convertides en residència, que encara recorden la seva funció primitiva mantenint una estructura harmònica. Es conserva encara completament l'antiga xemeneia.

## Història
En caure la decadència a principis del segle xix sobre les fargues de la vall de Ribes, que existien de bell antic, aquestes començaven a tancar. Cap al 1843 la Societat Aurífera dels Pirineus començà l'explotació de la farga de Queralbs, per l'extracció de l'arsènic, arribant a una reconversió del 40% del material extret dels meners. Va ésser una indústria molt modernitzada al seu temps i hi van arribar a treballar fins a vuitanta persones. La farga va funcionar fins a 1917, en què per efecte de la Primera Guerra Mundial es va tancar i no es pogué recuperar mai més.
La riuada de 1940 es va acabar d'emportar les restes de les instal·lacions, comprades posteriorment pels germans Maristes. Aquests van restaurar els edificis convertint la farga en residència d'estiu.